# James Folsom junior

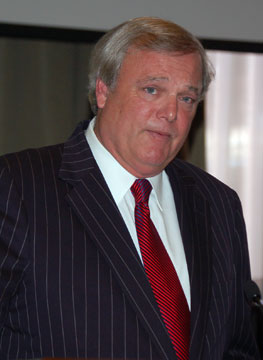
James Folsom Jr.

James Elisha Folsom Jr. (* 14. Mai 1949 in Montgomery, Alabama) ist ein US-amerikanischer Politiker (Demokratische Partei) und von 2007 bis 2011 Vizegouverneur des Bundesstaates Alabama. Von 1993 bis 1995 hatte er den Posten des Gouverneurs von Alabama inne, den zuvor sein Vater Jim Folsom bereits zweimal bekleidet hatte.

## Frühe Jahre und politischer Aufstieg
James Folsom erhielt 1974 seinen Bachelor in Politikwissenschaften und Geschichte an der Jacksonville State University. Seine politische Laufbahn begann er 1979 mit der Wahl in die Public Service Commission. Er wurde 1983 wiedergewählt. Ferner kandidierte Folsom 1980 für den US-Senat, erlitt aber eine Niederlage. Daraufhin bewarb er sich 1986 um das Amt des Vizegouverneurs von Alabama und wurde gewählt. Er wurde 1990 bestätigt.

## Gouverneur von Alabama
Am 22. April 1993 wurde er als Gouverneur von Alabama vereidigt, um die Stelle von Gouverneur H. Guy Hunt zu besetzen, der sein Amt auf Grund einer Verurteilung wegen eines Verstoßes gegen die Ethikgesetze verlassen musste. Folsom kandidierte im November 1994 für das Amt des Gouverneurs, erlitt aber eine Niederlage gegenüber Fob James.
2006 kehrte Folsom in die Politik zurück, als er am 6. November erneut zum Vizegouverneur gewählt wurde. Seine Amtszeit begann im Januar 2007 und endete im Januar 2011.

## Familie
James Elisha Folsom Jr. ist mit Marsha Guthrie verheiratet und sie haben zwei Kinder.